# Anthony Bidulka

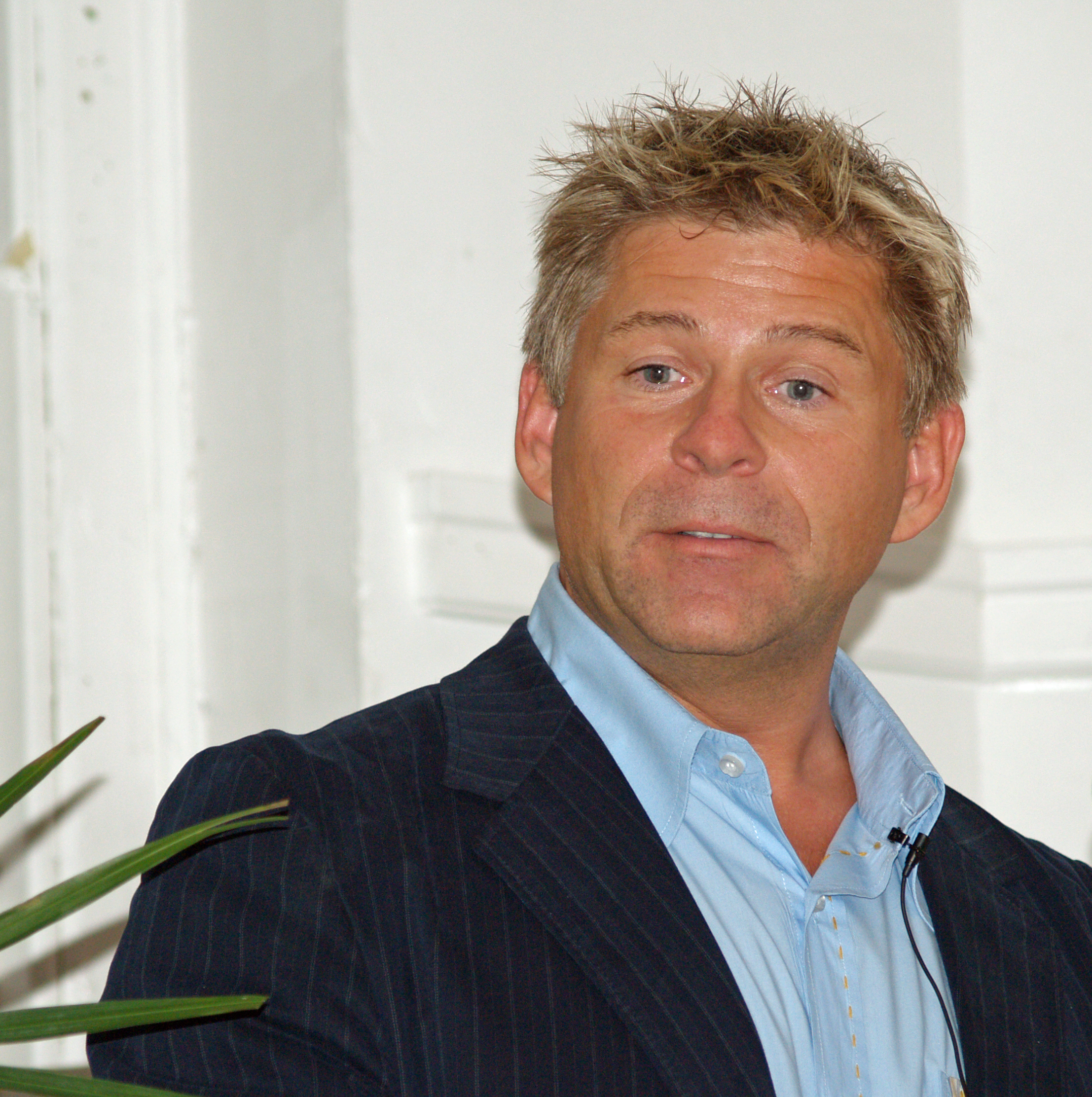
Anthony Bidulka por David Shankbone

Anthony Bidulka é um escritor canadiano, autor de romances de mistério. Os seus livros são protagonizados pelo detective gay Russell Quant. O seu romance de 2004 Flight of Aquavit ganhou o  Lambda Literary Award para melhor Romance Gay de Mistério. Vive actualmente em Saskatoon, Saskatchewan, nas pradarias do Canadá.

## Obra
- Amuse-Bouche (2003)
- Flight of Aquavit (2004)
- Tapas on the Ramblas (2005)
- Stain of the Berry (2006)
- Sundowner Ubuntu   (2007)